# Sick mother fakers
Sick Mother Fakers познати и под скраћеницом SMF су српски хардкор панк и кросовер треш бенд из Београда, основан 1989. године.

## Историјат

### 1989
Бенд је основан 1989. године. као пројекат музичара који су већ имали своје бендове, а желели су да направе једнократни бенд који би наступао на фестивалу одржаном у београдском Студентском културном центару. Под утицајем бендова Stormtroopers of Death, Charged GBH и Suicidal Tendencies желели су да створе хардкор бенд са једноставним хумористичким и саркастичним текстовима.
Прва постава бенда састојала се од гитаристе Зорана Ђуре Ђуровског, члана бенда Овердосе, бившег басисте Каризме Дејана Француза Лукића, Дарка Смукова који је био бас гитариста и Кокана Кокановића који је био на вокалима.
Наступали су на фестивалу са осам написаних песама, а због позитивне реакције публике бенд је наставио да ради, али без Ђуровског и Кокановића који су напустили бенд након првог наступа, а заменили су их Сале на вокалила и Шола на бубњевима. Лукић и Смуков су тада свирали њихове оригиналне инструменте у бенду. Овај састав је био активан све до 1994. године.
Након неколико наступа бенд је снимио демо који се састојао од девет песама и требало је да буде објављен као ЕП од стране извадачке куће Start Today Records, али то се никада није догодило. Иако никада пуштен, овај демо је учинио бенд популарним, а љубитеље рока заинтересованим за њихове песме. Бенд је наступао све до распада Југославије, 1991. године.

### 1990—1999
Због политичке ситуације у земљи, бенд није наступао уживо, али су писали текстове за свој деби албум. Албум Даље нећеш моћи...плати па ћеш проћи! изашао је 1995. године, а на њему су се нашле верзије песама које су се појавиле на демо издању, заједно са петнаест нових песама. Албум је снимљен почетком августа 1994. године у Фокус студију, а издат од стране ITV Melomarketa, 1995. године. Бенд је био инспирисан филмовима Слободана Шијана Ко то тамо пева и Маратонци трче почасни круг, за песме Даље нећеш моћи, Дај паре, Ђенка, Опљачкани смо и на песми Вози мишко. Политичка и социјална ситуација у земљи описана је у песмама Време кризе, Бус, Оћу моју плату и у другим. Снимљен је и промотивни видео за песму Цвикам жицу.
Године 1995. филмски редитељ и пријате бенда Дејан Зечевић уврстио је песме бенда у свом документарном филму Дечак из Јунковца. У међувремену, Шола је напустио бенд и придружио се бенду Сварог. Његова замена је био бишви бубњар Борис, а од његовог доласка састав бенда се није променио. Наредне године бенд је започео рад на новим песмама. Албум Лако ћемо издат је 1998. године и на њему се нашло седамнаест песама, укључујући и песму Боре Чорбе Одлазак у град. Песме Докторе помагај, Пропаде ми пос'о, Шоферска туга и Мајстори представљале су социјалну ситуацију у Србији. Албум је изашао у цд издању, а на њему се налази и кратки видео. Након издавања и промовисања албума, члан бенда Сале напустио је бенд и придружио се бенду Шахт као бубњар.

### 2000—2009
Године 2000. бенд је почео припреме за свој нови албум, али је престао да наступа уживо. Снимање албума завршено је 2006. године. Бенд је наставио да прави музику под утицајем кросовера, метала, панк рока и фанка, а у својим песмама користили су и елементе индустијске музике, са бубњевима, басом, техно и тренс музиком. Бенд је од 2006. године почео поново да наступа, а први наступ био у СКЦ-у у Београду. Настаљено је са концертним активностима, а у новембру 2007. године за ПГП РТС објавили су трећи студијски албум Ма коме мајку?. Снимљен је и промотивни спот за песму Ајде. После издања албума бенд је имао турнеју широм Србије и у градовима бивше СФРЈ.
Бенд је обележио 20 година постојања, 27. марта 2009. године у Београду.

### 2010—
Године 2016. објавили су четврти студијски албум Боли глава, који садржи седамнаест песама.

## Дискографија

### Студијски албуми
- Даље нећеш моћи... плати па ћеш проћи! (1995)
- Лако ћемо (1998)
- Ма коме мајку? (2007)
- Боли глава (2016)

### Гостовање на компилацијама
- Цвикам жицу — БГ хроника 03 (1991) U.P.C
- Докторе помагај — New Rock Power Compilation (2000) ITMM